# 奥诺圣彼得罗
奥诺圣彼得罗（義大利語：Ono San Pietro），是意大利布雷西亚省的一个市镇。总面积13平方公里，人口978人，人口密度75.2人/平方公里（2009年）。国家统计（ISTAT）代码为017124。